# Grup Catalana Occident

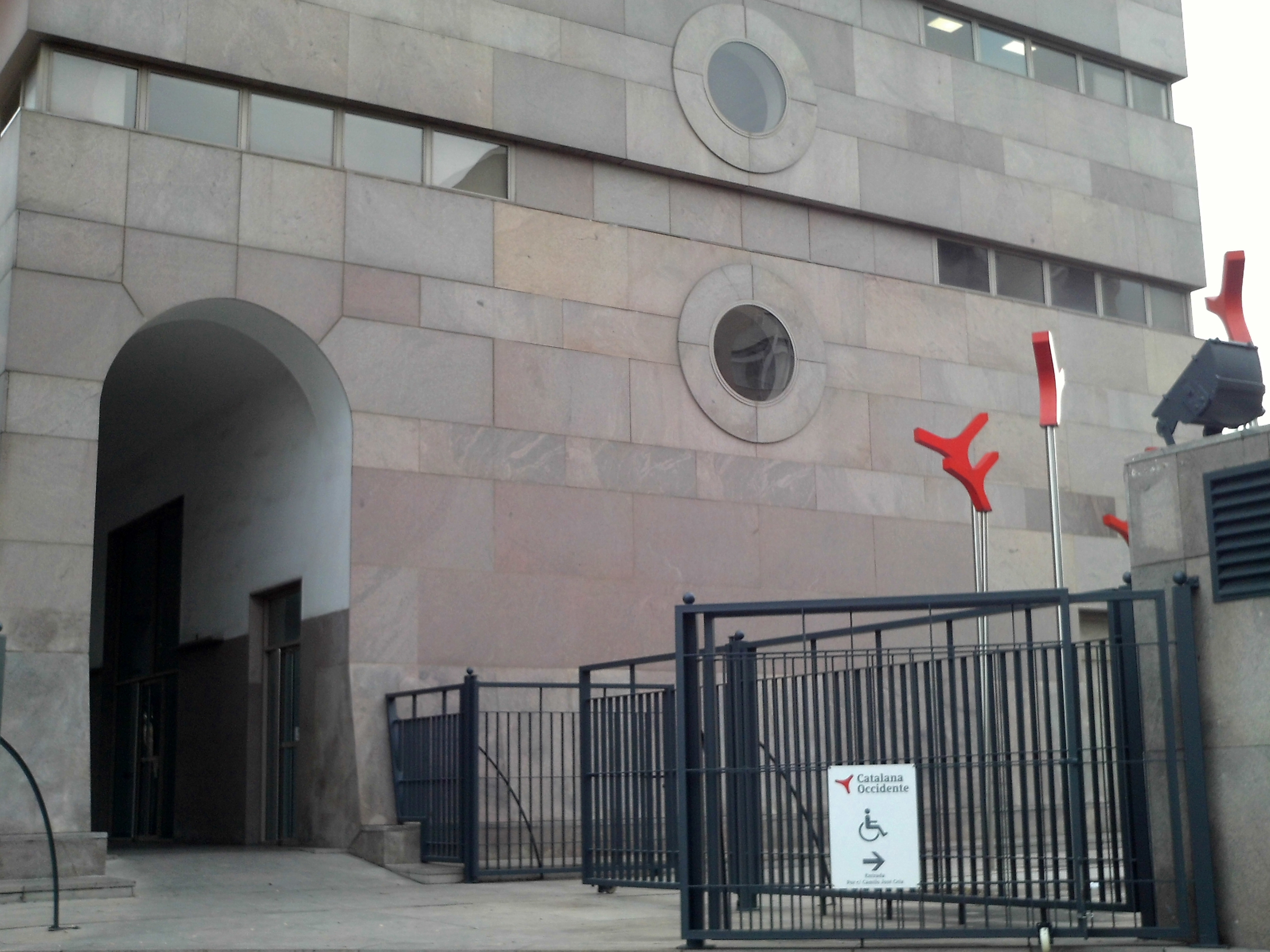
Edifici de Catalana Occidente a Sevilla

El Grup Catalana Occident és un dels líders del sector assegurador espanyol i de l'assegurança de crèdit al món. Amb un creixement constant i una gran implantació, compta amb 8.600 empleats i té presència a més de 50 països. Actualment, ocupa la setena posició en el mercat espanyol i la segona a nivell mundial en l'assegurança de crèdit. Les seves accions cotitzen a la Borsa de Barcelona des de 1878 i el 1997 va començar a cotitzar en el mercat continu. Els ingressos internacionals van suposar el 2020 el 35% del total.

## Història
Els orígens de Catalana Occident es remunten a la constitució de la Societat Catalana d'Assegurances Contra Incendis a Prima Fixa, coneguda com "La Catalana", impulsada per Ferran de Delàs i de Gelpí el 1864. Aquesta societat va ser l'embrió de l'actual Grup Catalana Occident.

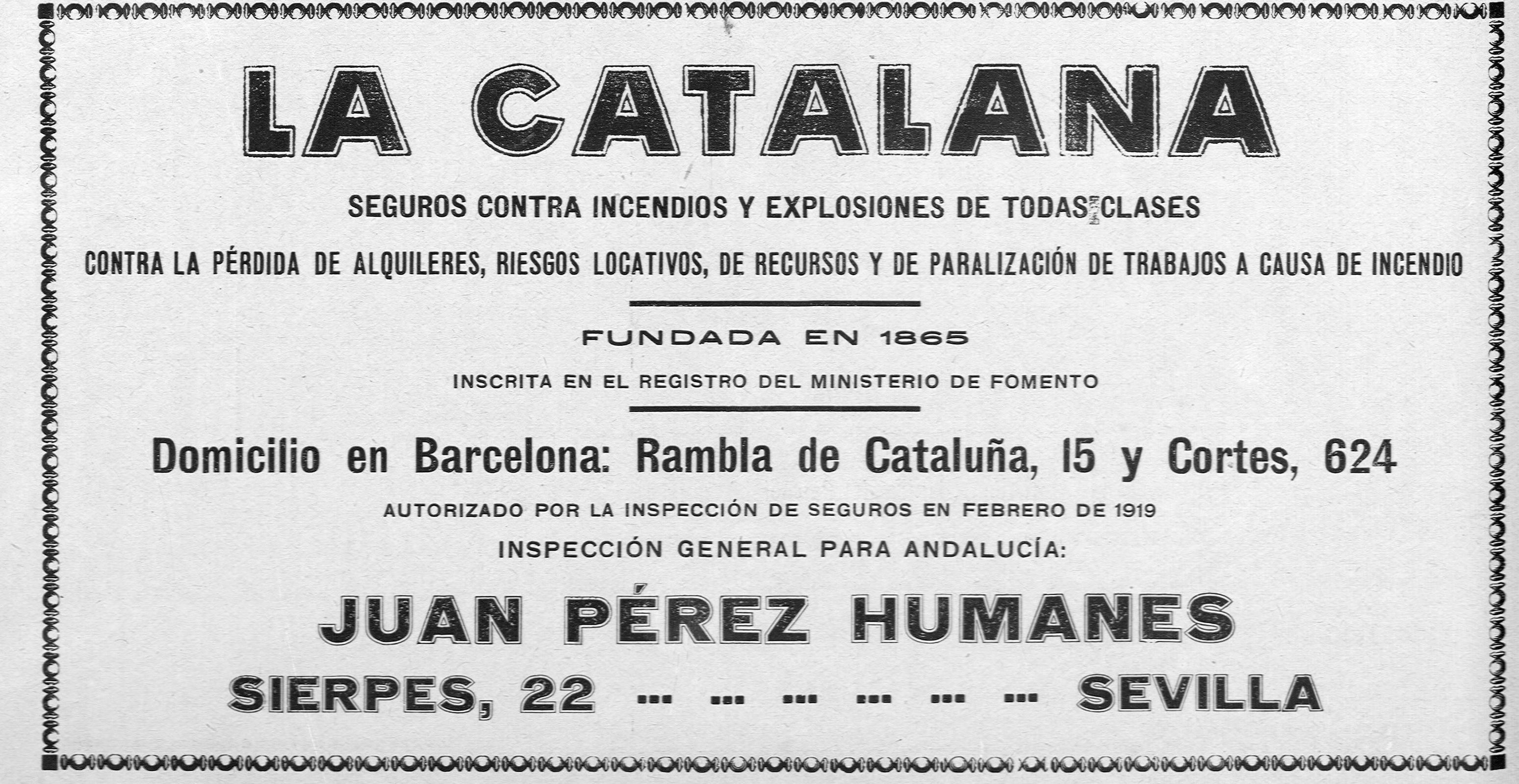
Anunci de "La Catalana" al diari La Exposición de Sevilla, vers 1922

El 1948, Jesús Serra Santamans i un grup d'industrials, entre els quals el comte Godó, adquireixen la societat Occident, que, anys més tard, el 1959, es faria càrrec del control de "La Catalana". Amb la fusió de les dues companyies es comença a perfilar el Grup Catalana Occident. El 1963 es converteix en la primera asseguradora a Espanya que incorpora la informàtica a la gestió de l'assegurança i a principis de la dècada dels setanta trasllada la seu central a la localitat de Sant Cugat del Vallès, a Catalunya. Des de 1878 la companyia cotitza a la Borsa de Barcelona i el 1997 comença a cotitzar en el mercat continu.

### Creixement basat en les adquisicions
La seva consolidació com un dels grups asseguradors de capital espanyol més importants és, en bona part, conseqüència del seu model d'adquisicions, a través del qual ha integrat diverses companyies líders en el seu negoci o àrea geogràfica.
Aquesta trajectòria es va iniciar el 1999 amb l'adquisició de Multinacional Asseguradora (MNA), que posteriorment es va convertir en Assegurances Catalana Occident, i va seguir el 2000 amb la compra de Crédito y Caución, operació que va convertir al Grup en el líder a Espanya del negoci d'assegurança de crèdit. Un any després, la companyia va entrar en el ram dels decessos de la mà de Lepanto i NorteHispana (ara NorteHispana Seguros) i tres anys més tard, el 2004, l'adquisició de Seguros Bilbao, una de les companyies històriques del País Basc, li permetia augmentar notablement la seva presència a la zona nord d'Espanya. El 2008, amb la integració de l'holandesa Atradius, el Grup va passar a convertir-se en un dels operadors mundials més grans d'assegurança de crèdit, que el 2024 representava un 41,6% dels ingressos del Grup.
Una altra de les seves adquisicions va ser la de la filial espanyola del grup francès Groupama (posteriorment anomenat Plus Ultra Seguros), duta a terme entre 2012 i 2015, amb la qual el Grup va aconseguir enfortir la seva presència en un canal tan estratègic com el de corredories d'assegurances. Finalment, el 6 d'abril de 2016, el Grup Catalana Occident va acordar l'adquisició del Grup Previsora Bilbaïna, reforçant així la seva posició competitiva en l'assegurança de decessos.
Seguint la línia política seguida per altres grans companyies catalanes a petició del govern espanyol, el 2017 va traslladar la seva seu social a Madrid (Paseo de la Castellana, 4).
El 2019 el Grup va tancar l'adquisició d'Antares, entrant en el top 10 del ram de les assegurances de salut.
Fruit d'un procés de reorganització, el desembre de 2022 el Grup va anunciar la reducció d'uns 500 llocs de treball al personal d'estructura amb sortides voluntàries.
El 2023 Grup Catalana Occident formalitza l'adquisició del grup Mémora, el grup funerari més gran de Península Ibèrica. Amb aquesta compra el Grup amplia substancialment la seva activitat al sector funerari que fins al moment venia prestant a través de la divisió Asistea Servicios Integrales, i l'amplia a Portugal.
El febrer de 2023 el Grup va acordar fusionar les seves 4 empreses dedicades a assegurances (Catalana Occident, Plus Ultra Seguros, Seguros Bilbao i NorteHispana) i canviar a la denominació única d'«Occident». El 2015, el llavors president Josep Maria Serra Farré, ja havia assegurat en referència a la denominació «Catalana» que havia estat un actiu temps enrere, però que per la situació política «ja no hi ajudava».

### El negoci immobiliari
El Grup ha anat adquirint durant anys immobles d'oficines a Barcelona, Bilbao i Madrid, fins a assolir un total de més de 50.000 m². L'operació de més relleu en aquest àmbit fou lloguer de 6.000 m² a l'empresa estatunidenca Apple al palau Pasqual i Pons, que havia estat seu històrica del Grup.

## Fundació Occident
El 1998 va constituir la Fundació Catalana Occidente, que va canviar el nom pel de Fundació Jesús Serra el 2006, en memòria del fundador del Grup i pel de Fundació Occident el 2024, a través de la qual dona suport a programes d'investigació i docència, culturals, activitats esportives i iniciatives solidàries.